# 清水俊二
清水 俊二（しみず しゅんじ、1906年11月27日 - 1988年5月22日）は、日本の映画字幕翻訳家、翻訳家、映画評論家。東京帝国大学経済学部卒業。
約2,000本の映画字幕の他、ウイリアム・サロイヤン『わが名はアラム』、ミッキー・スピレイン『大いなる殺人』、アガサ・クリスティ『そして誰もいなくなった』などアメリカ文学、ミステリ小説、映画関連本の翻訳をした。特にレイモンド・チャンドラーが多く、『さらば愛しき女よ』、『かわいい女』、『長いお別れ』他、伝記など。日本エッセイスト・クラブ賞受賞。

## 経歴
東京府立第一中学校、第二高等学校、東京帝国大学経済学部卒業後、MGM映画大阪宣伝部に勤務。1931年、楢原茂二の勧めで渡米、パラマウント映画の字幕製作を始める。以後2,000本近い映画の字幕翻訳を行う。高瀬鎮夫らと共に字幕翻訳を牽引し続けた。
開戦により字幕の仕事が中断し、1941年、六興出版社創立に参画。1950年に退社して映画字幕に専念。1957年、映倫管理委員会審査員就任。
キャサリン・ヘプバーン主演『旅情』（1955年）の「ステーキが食べたくても、ペパロニを出されたらペパロニを食べなさい」という意味の台詞にあてた字幕「スパゲティを出されたら、スパゲティを食べなさい」が当時流行した。これは、当時ペパロニが今ほど知られておらず、直訳すると台詞の意図が伝わらなくなるという翻訳者としての判断の結果だった。
戸田奈津子、細川直子は弟子である。戸田が担当したフランシス・フォード・コッポラ監督『地獄の黙示録』（1979年）の字幕を立花隆が批判した時や、同じく戸田によるスタンリー・キューブリック監督『フルメタル・ジャケット』（1987年）の字幕に対し「卑猥語、罵倒語が忠実に訳されていない」と監督からクレームがつき、字幕担当者が映画監督原田眞人に変更された時、清水は『日本ペンクラブ会報』、『翻訳の世界』それぞれの記事で字幕の本質・限界と、正しい字幕翻訳の姿勢を説き、戸田を擁護した。
1979年、映画字幕についての功績で、勲四等旭日小綬章を授与。1984年、映画翻訳者協会（現: 映画翻訳家協会）を設立し、代表に。
自伝『映画字幕（スーパー）五十年』は、日本の映画史を振り返る上でも一級の資料で、1985年に日本エッセイスト・クラブ賞を受賞した。
1988年5月22日、食道癌のため死去。死の前日まで取り組んでいたチャンドラーの『高い窓』の翻訳は未完のまま残されたが、戸田が後を引き継ぎ完成させた。

## 著書
- 『ベバリーヒルズにこだわるわけ〜映画の英語は生きている』阪急コミュニケーションズ発売、TBSブリタニカ、1983年。
- 『映画字幕五十年』早川書房、1985年。ハヤカワ文庫、1987年、解説小林信彦。
- 『映画字幕の作り方教えます』文藝春秋〈文春文庫〉、1988年。
- 戸田奈津子、上野たま子 編『映画字幕は翻訳ではない』早川書房、1992年。

## 翻訳
- シャーウッド・アンダスン『暗い青春』三笠書房〈現代アメリカ小説全集〉、1940年。
- ジュール・ロマン『欧羅巴の七つの謎』六興商会出版部、1941年。
- ウイリアム・サロイヤン『わが名はアラム』六興商会出版部、1941年。月曜書房、1951年。晶文社、1980年。他
- アースキン・コールドウエル『汚れた土地』六興出版社、1950年。
- ジョン・ガンサー『回想のルーズベルト』六興出版社（上下）、1950年。早川書房、1968年。
- マックス・エールリッヒ『730日の恐怖』雄鶏社、1951年。『巨眼』早川書房〈ハヤカワ・SF・シリーズ〉、1963年。
- ジェームズ・A・ミッチェナー『南太平洋物語』六興出版社、1952年。
- ミッキイ・スピレイン『大いなる殺人』早川書房〈ハヤカワ・ポケット・ミステリ〉、1952年。ハヤカワ文庫、1978年。
- ジャック・シェーファー『シェーン』早川書房〈ハヤカワ・ポケット・ブック〉、1953年。ハヤカワ文庫、1972年。
- R・L・スティヴンスン『バラントレイ卿』雄鶏社、1953年。
- ロバート・スタンディッシュ『巨象の道』福島正実共訳、早川書房〈ハヤカワ・ポケット・ブック〉、1954年。
- サミュエル・テーラー『麗しのサブリナ』早川書房〈ハヤカワ・ポケット・ブック〉、1954年。
- ウルフ・マンコウィッツ『文なし横丁の人々』雄鶏社、1955年。
- アガサ・クリスティー『そして誰もいなくなった』早川書房〈ハヤカワ・ポケット・ミステリ〉、1955年。ハヤカワ文庫、1976年。
- レイモンド・チャンドラー『さらば愛しき女よ』早川書房〈ハヤカワ・ポケット・ミステリ〉、1956年。ハヤカワ文庫、1976年。
- バッド・シュールバーグ『殴られる男』早川書房、1956年。『巨人は激しく倒れる』早川書房、1969年。
- レイモンド・チャンドラー『かわいい女』東京創元社〈世界推理小説全集〉、1957年。創元推理文庫、1959年。
- レオ・ブルース『死の扉』東京創元社〈現代推理小説全集〉、1957年。創元推理文庫、1960年。
- レイモンド・チャンドラー『長いお別れ』早川書房〈ハヤカワ・ポケット・ミステリ〉、1958年。ハヤカワ文庫、1976年。
- レイモンド・チャンドラー『プレイバック』早川書房〈ハヤカワ・ポケット・ミステリ〉、1959年。ハヤカワ文庫、1977年。
  - 『世界ミステリ全集5 レイモンド・チャンドラー』早川書房、1972年 -「さらば愛しき女よ、長いお別れ、プレイバック」収録
- レイモンド・チャンドラー『ヌーン街で拾ったもの』短篇集の分担訳、早川書房〈ハヤカワ・ポケット・ミステリ〉、1960年。新版1987年
- ドロシー・ガーディナー、キャスリン・S・ウォーカー 編『レイモンド・チャンドラー語る』早川書房、1967年。新版1984年
- ジェフリイ・ハドスン『緊急の場合は』早川書房〈ハヤカワ・ポケット・ミステリ〉、1970年。ハヤカワ文庫、1977年、改版1993年。マイケル・クライトンの別名義
- レイモンド・チャンドラー『チャンドラー傑作集』番町書房、1977年。
  - チャンドラー『美しい死顔』講談社〈講談社文庫〉、1979年。各務三郎 編
- アン・エドワーズ『ヴィヴィアン・リー』文藝春秋、1980年。文春文庫、1985年。
- フランク・マクシェイン『レイモンド・チャンドラーの生涯』早川書房、1981年。
- サミー・デイヴィス・ジュニア『ハリウッドをカバンにつめて』早川書房、1981年。ハヤカワ文庫、1984年。
- ピーター・イズレイエル『沈黙は金で買え』角川書店〈角川文庫〉、1982年。
- 『スウィング＆パニック〜アメリカの世紀 5(1930-1940)』Time-Life Books編集部、西武タイム、1985年。
- レイモンド・チャンドラー『湖中の女』早川書房〈ハヤカワ文庫〉、1986年。
- レイモンド・チャンドラー『高い窓』戸田奈津子補訳、早川書房〈ハヤカワ文庫〉、1988年。

## 関連人物
- 福島正実
- 宇野利泰
- 双葉十三郎
- 鮎川信夫
- 田中西二郎
- 大久保康雄
- 内田庶